# Цифровые кочевники
Цифровые кочевники (диджитал-номады, англ. digital nomad) — особая социальная категория людей, которая использует цифровые телекоммуникационные технологии для выполнения своих профессиональных обязанностей и ведёт мобильный образ жизни.
Цифровые кочевники в XXI веке на новом уровне возрождают образ жизни кочевников древности в ситуации, связанной с бурным развитием цифровых технологий и становлением информационного общества. Такие работники, как правило, работают удалённо из дома, коворкинг-центров, кафе, публичных библиотек, чтобы выполнять задачи, которые раньше традиционно решались в рамках стационарного рабочего места.

## Образ жизни
Образ жизни цифрового кочевника предполагает постоянную мобильность, которая подразумевает нелокализованность профессиональной деятельности в определённом месте и времени. Образ жизни, основными составляющими которого являются такие категории, как быт, досуг, а также способ организации личного режима существования, в условиях информационного общества кардинально изменяется. Цифровой кочевник не привязан к дому, его основной способ существования в этом мире — путешествие, что позволяет находиться в том или ином месте в зависимости от своих потребностей. Индустриальная система ценностей, основанная на накоплении материальных благ, уступает место ценностям творчества и самореализации. Уильям Митчелл очень точно отмечает в своей книге «Я ++: Человек, город, сети» тот факт, что предметы быта для цифрового кочевника изменили свой характер: «… функции, которые когда-то выполняла архитектура, мебель и стационарное оборудование, теперь отходит имплантатам, носимым и переносным устройствам». Так называемые номадические предметы — компактны и удобны, они всегда находятся в личных вещах кочевника и используются им в любой момент времени. Быт теряет свойство постоянности, что позволяет цифровому кочевнику не участвовать непосредственно в его создании.
Технологии «номадизма» изменили систему труда и дали возможность работать на расстоянии, вне собственного офиса. Человек в поисках работы оказывается перед выбором: вести оседлый образ жизни или стать номадом.

### Досуг
Вместе с изменениями в области быта преобразования находят своё отражение в сфере досуга. Во-первых, досуг как форма деятельности становится более доступным: развлечения могут быть доступны в режиме онлайн, для их использования не нужно менять своё местоположение. Смотреть фильм, слушать музыку, посмотреть полотна известных художников, читать любимую книгу — всё это можно делать, сидя на скамейке в парке. Во-вторых, досуг теперь не требует для каждого вида деятельности обязательного наличия определённых инструментов. Гаджет с доступом в интернет заменяет журнал, игровую приставку и даже футбольный мяч. Вещи приобретают онтологический статус виртуальности.
Трансформация режима дня
Человек, принимающий образ жизни цифрового кочевника, подвергает серьёзной перестройке такие важные моменты своей жизнедеятельности, как сон и питание. Режимный распорядок дня, характерный для индустриальной цивилизации, подвергается деформации. Моменты, когда человек должен принимать пищу и отдыхать, для цифрового номада теперь не закреплены: активность продолжается на протяжении 24 часов. Отсутствие закреплённых бытовых условий приводит к тому, что процессы, необходимые для физического функционирования организма, каждый раз протекают в разных местах: новые кафе, отели, рестораны быстрого питания и хостелы. В свою очередь, данные пространства также претерпевают изменения в связи с утратой своей чёткой специализированности.

### Глобальная идентичность и космополитизм
Первыми цифровыми кочевниками стали американцы Тим Феррис, Крис Гильбо, Элиа и Наоми Локарди, Марк Мэнсон, Мэтью Кепнес и Рольф Поттс, которые считаются основоположниками движения.
В результате мобильности у цифровых кочевников стираются границы определённой культурной и национальной идентичности, в результате чего переосмысливаются такие основные понятия как «Родина» и прочее, поскольку стирается территориальная зависимость человека от места его проживания. В своей статье «Exile, Nomadism, and Diaspora: the stakes of mobility in the western canon» Джон Питерс (John Peters) говорит о том, что цифровой кочевник отрицает «мечту о родине», так как, будучи мобильным и используя цифровые технологии, он может находиться в любом уголке мира. Для цифрового кочевника, следовательно, характерно маргинальное положение. Большое влияние в становлении современного номадизма сыграло появление и развитие интернета, появление мобильных и цифровых технологий и распространение беспроводных коммуникаций, которые позволили человеку не привязываясь к определённой географической точке, поддерживать необходимые коммуникативные связи, общаясь с людьми по всему миру, а также, находясь в одной стране, работать на компанию, расположенную в другой части земного шара. Но главной характеристикой кочевничества помимо мобильности является постоянная подключённость к сети интернет. Так, Леопольдина Фортунати (Leopoldina Fortunati) использует термин «кочевой близости», через который описывает, как люди в общественных местах предпочтительней используют мобильные телефоны, чтобы взаимодействовать с людьми, которых они уже знают, чем устанавливать новые контакты с незнакомыми людьми, которые находятся в физической близости.
Однако, современный кочевник — это необязательно путешественник, им может быть человек, который не покидает своего места жительства. «Постоянное подключение, а не движение — вот критический момент», — отметил испанский социолог Мануэль Кастельс. Таким образом, мобильность кочевников может быть как виртуальной (в пространстве сети интернет), так и глобальной (телесное перемещение).
Одна из ключевых идей номадической концепции — противопоставление кочевника и Государства, как аппарата, стремящегося перевести мир на оседлый образ жизни.
С 31 июля по 1 августа 2015 года в Берлине прошла первая международная конференция для цифровых кочевников — DNX GLOBAL. Её основные спикеры делились своим опытом «кочевания» и рассказывали, почему они выбрали такой образ жизни.

## Область профессиональной деятельности
- Программирование и веб-разработка
- Интернет-предпринимательство
- Криптовалюты(Трейдинг)
- Дизайн
- Репетиторство, консультации, удалённое обучение
- Журналистика, SMM
- Системное администрирование
- Фотография и видеосъёмка и др.[11]

Более полный список возможных профессий цифрового кочевника можно увидеть на сайте www.digitalnomadjobs.com, где приводится описание возможных профессиональных сфер деятельности в рамках образа жизни цифрового кочевника.

## Положительные и отрицательные стороны феномена
Положительные:
- Возможность быстро изменять своё окружение
- Ощущение независимости и свободы от места, графика работы
- Познание других культур через путешествие
- Расширение круга offline-коммуникаций
- Проектный характер работы

Отрицательные:
- Нестабильная заработная плата
- Появление интернет-зависимости
- Отсутствие постоянного круга offline-общения
- Ограничение карьерного роста в традиционных офисных компаниях
- Несоблюдение правильного режима дня может вести к проблемам со здоровьем
- Минималистский образ жизни[12][13]